# Forces Armées du Nord
Die Forces Armées du Nord (kurz: FAN) waren eine Rebellengruppe, die von 1976 bis 1983 im Tschad aktiv war. Die Gruppe war im Libysch-Tschadischen Grenzkrieg eine der siegreichen Parteien, sodass ihr Anführer Hissène Habré schließlich Präsident des Tschads werden konnte.

## Geschichte
Die FAN spaltete sich unter Habrés Führung 1976 von der FROLINAT ab, da sie deren pro-libyschen Kurs nicht mehr unterstützte. Daraufhin kämpfte die FAN an der Seite der tschadischen Streitkräfte gegen die libyschen Streitkräfte und die größere Abspaltung der FROLINAT, die FAP, einer pro-libyschen Gruppe unter Goukouni Oueddei. Bereits 1977 schlossen FAN-Anführer Habré und der tschadische Präsident Malloum ein Abkommen, das im Jahr 1978 auch offiziell gemacht wurde und zur Gründung einer Einheitsregierung unter Beteiligung von Habré im August 1978 führte. Dieses Bündnis bedrohte die Machtposition des libyschen Machthabers Gaddafi im Norden des Tschads, sodass er das libysche Engagement im Tschad in Form der Unterstützung der FAP ausbaute. Dadurch konnte die FAP weite Teile des Nord-Tschads unter seine Kontrolle bringen. 1979 zerbrach das Bündnis zwischen Malloum und der FAN und es kam zu Kämpfen zwischen Malloums und Habrés Truppen in N’Djamena. Diese wurden durch das Kano-Abkommen, das von Habré für die FAN, Oueddei für die FAP und Malloum unterzeichnet wurde, beendet. Neuer Staatspräsident wurde FAP-Anführer Oueddei als Vorsitzender eine Regierung der nationalen Einheit, an der auch die FAN beteiligt war, Habré als Verteidigungsminister. Auf Grund der verschiedenen Ansichten im Umgang mit Libyen, Habré war auf die Souveränität des Tschads bedacht, Oueddei strebte eine Vereinigung mit dem nördlichen Nachbarn an, zerbrach die Regierung bald und es kam erneut zu Kämpfen zwischen FAN und FAP. Im folgenden Konflikt wurde die FAN vom Sudan und von Ägypten finanziell unterstützt. Am 7. Juni 1982 eroberte die FAN N'djamena und Habré wurde Präsident. Die FAN ging in der tschadischen Armee auf.